# Jarosław Przybył
Jarosław Józef Przybył (ur. 18 marca 1976 w Kluczborku) – zawodowy sędzia piłkarski reprezentujący Opolski Związek Piłki Nożnej w okręgu Kluczbork.

## Kariera sędziowska
Na kurs sędziowski zapisał się w 1999, po rozmowach z Ryszardem Okajem i Janem Pukajło; ukończył go rok później. Przez okres jednego roku sędziował w miejscowych rozgrywkach Klasy A, a także klasy okręgowej; na kolejnym poziomie rozgrywkowym (IV liga) był przez dwa lata.
Swój pierwszy mecz na poziomie trzecioligowym sędziował 1 września 2007 roku; było to spotkanie 5. kolejki między Concordią Piotrków Trybunalski a Drwęcą Nowe Miasto Lubawskie, które zakończyło się wynikiem 5:1. Podczas swego pierwszego sezonu na tym poziomie był rozjemcą łącznie 10 spotkań III ligi. Po jednym z meczów na poziomie trzecioligowym był eskortowany przez policję do czasu wyjazdu z powiatu, w którym odbywał się mecz z racji na groźby kibiców przegranej drużyny, która w konsekwencji owej porażki nie utrzymała się w lidze.
W II lidze swój pierwszy mecz sędziował w kolejnym sezonie, 10 sierpnia 2008 roku, podczas spotkania Pelikana Łowicz z Sandecją Nowy Sącz, które zakończyło się jednobramkowym zwycięstwem Pelikana.
W I lidze zadebiutował 12 października 2012 roku; było to spotkanie GKS-u Katowice z Miedzią Legnica, zakończone wynikiem 0:2. W swym debiutanckim sezonie na tym szczeblu Przybył sędziował łącznie dwa mecze na poziomie pierwszoligowym.
W Ekstraklasie był rozjemcą swego pierwszego meczu w 22. kolejce w sezonie 2013/2014, w spotkaniu między Zagłębiem Lubin a Górnikiem Zabrze, zakończonym wynikiem 3:0, które odbyło się 16 lutego 2014 roku. Wcześniej, 16 lipca 2013, otrzymał mecz 1/16 finału Pucharu Polski między Zagłębiem Sosnowiec a Wisłą Kraków (0:4); 16 października sędziował także spotkanie 1/8 finału tegoż turnieju między GKS-em Katowice a Zawiszą Bydgoszcz (0:1). Kilka miesięcy po swoim debiucie, 2 maja 2014 roku, sędziował finał Pucharu Polski, rozegranego między Zagłębiem Lubin a Zawiszą Bydgoszcz, który zakończył się bezbramkowym remisem, lecz następnie rozstrzygnięty został konkursem rzutów karnych (5:6) na korzyść Zawiszy.
W 2017 roku był jednym z sędziów asystentów w meczu Ligi Europy UEFA, rozegranym między Dynamem Kijów a FK Partizan.
8 grudnia 2021 roku był arbitrem meczu finałowego Pucharu Gruzji, rozegranego między Samgurali Ckaltubo a Saburtalo Tbilisi, który zakończył się wynikiem 0:1.
2 kwietnia 2025 roku był rozjemcą meczu o Superpuchar Polski między Jagiellonią Białystok a Wisłą Kraków, który zakończył się zdobyciem owego trofeum przez Jagiellonię (1:0).

### Kontrowersja związana z rzutem karnym w meczu Jagiellonia – Raków (2024)
10 listopada 2024 roku był rozjemcą spotkania rozegranego między Jagiellonią Białystok a Rakowem Częstochowa, zakończonego wynikiem 2:2. W jego 3. minucie jeden z graczy Rakowa, Michael Ameyaw, upadł w polu karnym Jagiellonii po kontakcie z jednym ze stoperów Jagiellonii, Adriánem Diéguezem. Decyzją sędziego wykonany został rzut karny, po którym drużyna gości zdobyła pierwszą bramkę spotkania. Nie został on odwołany przez interwencję systemu VAR. Według Jerzego Kołakowskiego i Tomasza Włodarczyka, zepsuciu uległ monitor, służący do wyświetlania powtórek sędziemu głównemu w systemie VAR, wg Adama Zakrzewskiego uszkodzony został element jego okablowania. Nie działał również system komunikacyjny sędziego głównego z wozem VAR. Spotkanie, mimo awarii, odbyło się za wiedzą i zgodą szkoleniowców obydwu klubów. W wywiadzie dla jednego z kanałów YouTube, „Foot Truck”, Ameyaw przyznał się do symulowania, stwierdzając, iż padnięcie było „odruchowe” i niezaplanowane.

## Kariera polityczna i działalność pozasportowa
Był piłkarzem Metalu Kluczbork, którego jest wychowankiem, pracował także jako trener piłkarski. Jego kariera piłkarska przerwana została w 1997 roku przez kontuzję kolana, w wyniku której doznał uszkodzenia łąkotki kolana i jednego z więzadeł krzyżowych, a także skrętu kolana; przeszedł operację metodą artroskopową. Posiada licencję trenerską UEFA B. Wziął udział w 7. odcinku II sezonu programu „Sędziowie”. Jego autorytetami w pracy sędziego są Pierluigi Collina i Sándor Puhl.
W 2018 roku wybrany został jako radny do Rady Powiatu w Kluczborku z list KWW „Ziemia Kluczborska”. W 2024 roku został ponownie wybrany do rady tegoż powiatu. Pełnił również funkcję radnego Gminy Kluczbork.
Od 2019 roku pełni funkcję kierownika ośrodka campingowego w Bąkowie. Był także nauczycielem wychowania fizycznego w Szkole Podstawowej nr 5 w Kluczborku.
Ma żonę Monikę i trzech synów.